# ساتورو ناکاجیما
ساتورو ناکاجیما (انگلیسی: Satoru Nakajima؛ زاده ۲۳ فوریهٔ ۱۹۵۳) یک اتوموبیل‌ران فرمول ۱ اهل ژاپن است.